# Moncorneil-Grazan
Moncorneil-Grazan település Franciaországban, Gers megyében. Lakosainak száma 147 fő (2022. január 1.). Moncorneil-Grazan Bellegarde, Betcave-Aguin, Pouy-Loubrin és Tachoires községekkel határos.

## Népesség
A település népességének változása:
| Lakosok száma | 129  | 109  | 97   | 125  | 158  | 165  | 153  | 145  | 144  | 147  |
|               | 1968 | 1982 | 1990 | 2006 | 2013 | 2015 | 2017 | 2019 | 2020 | 2022 |